# Joe Rosenthal

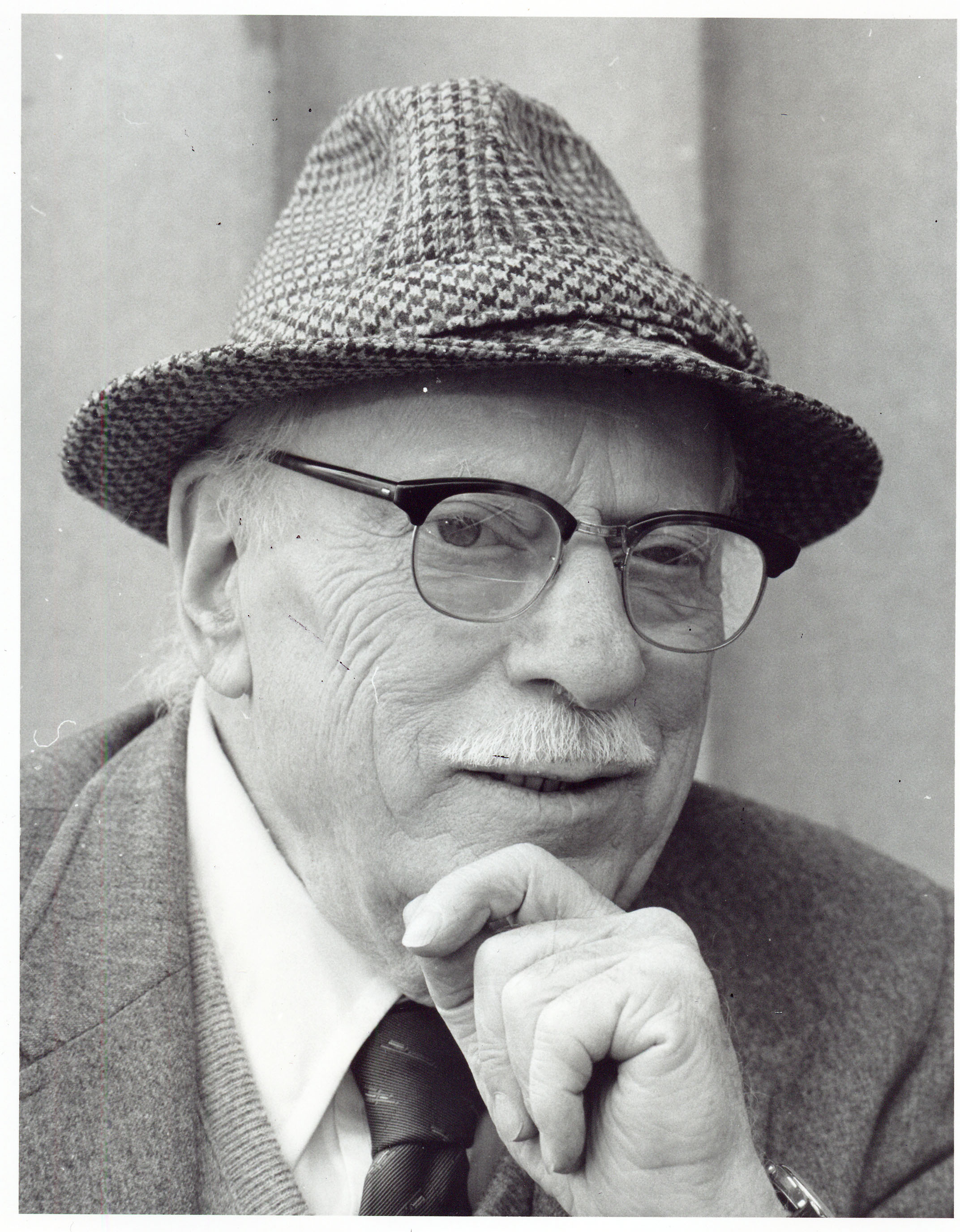
Joe Rosenthal

Joseph John (Joe) Rosenthal (Washington D.C., 9 oktober 1911 – Novato (Californië), 20 augustus 2006) was een Joods-Amerikaanse fotograaf voor de Associated Press.

## Biografie
Zijn ouders waren Russisch-Joodse immigranten maar Rosenthal bekeerde zich tot de rooms-katholieke kerk. Zijn interesse in fotografie begon hobbymatig in San Francisco, Californië, tijdens een van de grootste wereldwijde economische recessies. Hier leefde hij samen met zijn broer terwijl ze samen wanhopig naar werk zochten. Rosenthal ging werken voor de San Francisco News in 1932 als journalist en fotograaf.

## Bekendste foto
Rosenthal is vooral beroemd geworden met zijn foto Raising the Flag on Iwo Jima van het hijsen van de vlag op Mount Suribachi door mariniers op het Japanse eiland Iwo Jima. De foto is een van de meest gereproduceerde van de Tweede Wereldoorlog.
Ook nam hij nog een foto met de mariniers voor de vlag. Dit was echter nog voorbarig aangezien het eiland nog niet veroverd was. 3 van de 6 mariniers op de foto hebben het eiland niet levend verlaten. Toen de foto's in Amerika aankwamen vroeg iemand aan Rosenthal of de foto geposeerd was. 'Sure', zei Rosenthal argeloos ervan uitgaand dat het over de foto met de mariniers voor de vlag ging. Dit was echter niet zo en de rest van zijn leven is Rosenthal bezig geweest mensen ervan te overtuigen dat het hijsen van de vlag niet geposeerd is. De foto werd veelvuldig ingezet als propagandamiddel door de Amerikaanse regering en er zijn ontelbare monumenten van de voorstelling vervaardigd.

## Wetenswaardig
De Russische fotograaf Jevgeni Chaldej inspireerde zich twee maanden nadien op deze foto. Hij fotografeerde toen een Russische soldaat die de rode vlag plant op de Berlijnse Reichstag. Dit beeld werd zowat het symbool van de val van het Derde Rijk. 
- Gemeinsame Normdatei: 121454053
- International Standard Name Identifier: 0000 0000 5540 2139
- Library of Congress Control Number: n95104706
- National Archives and Records Administration: 10573581
- Nationale Bibliotheek van Tsjechië: js20060825008
- Nationale Bibliotheek van Israël: 987011427032005171
- Nederlandse Thesaurus van Auteursnamen: 202569357
- PIC: 272728
- RKD-Nederlands Instituut voor Kunstgeschiedenis: 377943
- SNAC: w6n58v9v
- Système universitaire de documentation: 083145737
- Union List of Artist Names: 500333525
- Virtual International Authority File: 77171919
- WorldCat: E39PBJd8c9cYxDrxx7pdbpRBT3